# 救荒食物
救荒食物（きゅうこうしょくもつ）あるいは救荒食（きゅうこうしょく）とは、異常気象や災害、戦争に伴い発生する飢餓に備えて備蓄、利用される代用食物。特に救荒食とする植物は救荒植物という。

## 概説
救荒食は気象災害や紛争等によって食物が手に入らないときに収穫、採集、利用されてきた食物である。特に食用に栽培されている植物は長年の経験により、舌に合うものを取捨選択し、さらに品種改良されてきたものであり、平素あまり顧みられない植物を救荒食として利用するときは、熟煮、水浸、塩蔵等の加工を要するものが多い。蘇鉄（ソテツ）のように有毒成分を含む植物でさえ、種子等にデンプンが含まれるため毒抜きをすることで救荒植物とされた。
救荒食とその食べ方は地域ごとに固有性があるが、新たな食文化の流入や産業構造の変化によって失われていくことがあり、一方でスローフード運動や地域の特産品として改めて価値が見出されることもある。
例えば、西アフリカのサヘル地域では、降雨の年変動が大きく、サバクバッタが大発生することもあり、イネ科野生植物の種子やスイレン科植物の塊茎などを救荒食としてきた。西アフリカサヘル地域では1960年代までイネ科野生植物は穀物と同様に主食の食材として用いられてきたが、1970年代以降になると人々の移動性の低下や購入による食料補填の恒常化によって以前のように活発には利用されなくなった。
沖縄や奄美地方では通常は有毒なソテツの実でさえ手を加えて食された。沖縄ではソテツさえ食べて飢えを満たすという「ソテツ地獄」の語が第二次世界大戦前の経済状況を指す語となったが、実際には伝統食としてソテツ利用の食文化を開花させた島々がある。ソテツ利用については地理的な分化がみられたが、第二次世界大戦後、ソテツ利用が途絶えた地域がある一方で、奄美地方ではソテツ畑の手入れに補助金が出されるなど地域によって異なる動きがみられる。
救荒食に関してはサバイバル食というよりも、実際には日常の多様な構成食の一つであるという指摘がある。滋賀県朽木地域ではトチノミ（栃の実）は米を増量する救荒食である一方、正月や寒などのハレの日に食べられていた食物でもあった。朽木地域では昭和40年頃には栃餅（トチモチ）の利用が衰退し、灰汁抜きの技術も途絶えたが、昭和60年代に栃餅保存会が発足して地域の特産品となった。

## 歴史

### 中国
中国明代初期の1406年に『救荒本草』が著され、救荒食として利用可能な400種の栽培法や調理法を紹介している。
｢凶年飢饉を救うための政策」という意味の荒政という言葉が『周礼』地官司徒に記されていることから、先秦時代から凶年や飢饉に対する政策が考えられていたことがわかっている。そういった救荒政策についてまとめた救荒書が編纂されたのは、宋代の『救済流民経画事件』一巻が最初だと考えられている。そして、救荒書として食べられる植物に関する知識に焦点を当てたのが『救荒本草』である。

### 日本
続日本紀によれば、奈良時代に元正天皇は以下の勧農の詔を発布して、晩禾・蕎麦・大麦及び小麦の栽培を勧農した。
江戸時代には諸藩や地方の豪農、知識人(儒者や蘭学者)の中にも救荒食物に関する著作を著して庶民への知識普及を働き掛ける者もいた。
天保の大飢饉では、伊勢津藩士の平松楽斎は、骨董粥なる救荒粥を施粥した。また、天保七年には自ら試食した野草61種をまとめた『食草便覧』を一般に配布した。このような津藩当局と藩医らの採草などの尽力から、津藩では餓死者は出なかったとされる。
また天明の大飢饉を経験した米沢藩では領内の各所に籾蔵を建てて貯蔵米を備蓄する一方、1802年（享和2年）に『かてもの』と呼ばれる救荒食の手引書を作成して天保飢饉の際に役立った。この『かてもの』は第二次世界大戦時の食糧難の際も活字体に改めて頒布した地域も多かった。

### 欧州
ドイツ
第一次世界大戦直後から飢饉が起きておりカブラの冬と呼ばれる、飼料用カブラ（ルタバガ）で飢えをしのいだ時期があった。
アイルランド
ジャガイモ飢饉の際、沿岸ではダルスなどの海藻、内陸部ではスイバなどの野草で飢えを凌いだ。
ロシア
ロシアで起きたホロドモールの際、鳥や犬や猫、ドングリやイラクサなどで飢えを凌いだ。果てには、病死した馬や人間を掘り起こし食べたため病気が蔓延した。第二次世界大戦時のレニングラード包囲戦では、エルミタージュ美術館で飼われている猫を含むペットが食料とされた。
1944–45年オランダ飢饉
戦時中にドイツが兵糧攻めしたことから起きた飢饉。チューリップの可食できる花びらや球根を食べ、医者によるレシピも提供された。チューリップを食べ過ぎると病気になるという報告のほか、アレルギーも起きる。また日本でも同様に食用やでんぷんの原料となった。

## 具体例

### 食材

#### 植物
詳細は救荒植物に譲り、著名な例のみ記述する。多くが毒などを含み簡単には食べられない。
- ヒガンバナ - 水溶性の毒リコリンを含む球根を持ち、水で解毒して救荒食とした[18]。
- 蘇鉄 - サイカシン、ホルムアルデヒドなどの毒性物質を含む。水にさらして毒抜きをする必要がある[19]。
- トチノキ - サポニンやアロイン（英語版）などの渋み成分が多く、トチの実と灰を混ぜたり水さらしなどの煩雑な灰汁抜きを行う必要がある[20]。
- グラスピー - 土地や天候に対する耐性があり、アフリカや南ヨーロッパ、インドなどで保険として育てられた。しかし、神経毒オキサリルジアミノプロピオン酸（英語版）（ODAP、またはBOAA）が含まれ、食べすぎると下半身が麻痺するラチリズム（英語版）になる。

#### 海藻
- ダルス
- エゾイシゲ
- アイリッシュモス（英語版）

#### 動物
- 動物（たにし、鳥、犬、猫、蛇、かえる）
- 昆虫食（いなご など）

#### 細菌類及び微生物
- テングノムギメシ

### 料理
- かて飯
- 麦飯
- 木の師部を使ったバークブレッド、松皮餅
- 藁：藁餅
- 海藻：おきゅうと
- 食用土：マッドクッキー（英語版）